# Nazareno Cruz y el lobo
Nazareno Cruz y el lobo, las palomas y los gritos, más conocida como Nazareno Cruz y el lobo, es una película coproducción argentina-mexicana de fantasía-dramática-terror de 1975 dirigida por Leonardo Favio. Fue escrita por Favio y su hermano y frecuente colaborador Jorge Zuhair Jury, y basada en el radioteatro homónimo de Juan Carlos Chiappe.
El film protagonizado por Juan José Camero, Marina Magalí y Alfredo Alcón adapta y explora el mito clásico del Lobisón, uno de los monstruos legendarios de la mitología guaraní. 
A años de su estreno no solo es considerado un clásico de la filmografía argentina y una obra maestra de Favio, ya que además ha sido por muchos años la película más taquillera de toda la historia de su país con un récord de 4.000.000 espectadores y a continuación le sigue  Relatos salvajes, con 3.986.372 espectadores. Actualmente, Relatos Salvajes está en el segundo lugar, superando a la ganadora del Premio Óscar El secreto de sus ojos.
En una encuesta de las 100 mejores películas del cine argentino llevada a cabo por el Museo del Cine Pablo Ducrós Hicken en el año 2000, la película alcanzó el puesto 30. En una nueva versión de la encuesta organizada en 2022 por las revistas especializadas La vida útil, Taipei y La tierra quema, presentada en el Festival Internacional de Cine de Mar del Plata, la película alcanzó el puesto 17.
En julio de 2022 fue declarada Bien de Interés Artístico Nacional por el gobierno argentino para garantizar la conservación del soporte material (negativos, positivos y negativos de sonido) ya que, con otras películas de Favio, son consideradas un «testimonio de la producción cinematográfica nacional».

## Sinopsis
Nazareno Cruz es un campesino conocido en su pueblo natal por ser el séptimo y último hijo varón de su padre. Este hecho hace suponer que Nazareno es víctima de la maldición del Luisón, y que en las noches de luna llena se convierte en un lobo feroz y al acecho de los desprevenidos. A pesar de este temor, Nazareno vive feliz en la comunidad y no se preocupa por las leyendas. Cuando está por cumplir la mayoría de edad, conoce a una muchacha llamada Griselda, y ambos se enamoran.
Poco tiempo después, Mandinga, el Diablo, se presenta ante Nazareno y le explica que su maldición es cierta, y por lo tanto en la próxima luna llena se convertirá en Lobo. Mandinga intenta hacer un trato con Nazareno, pidiéndole que rechace su amor por Griselda, a cambio oro y riquezas, para librarse de la inminente maldición. Nazareno se niega a apartar sus sentimientos, e intenta combatir su aparente destino, lo que conduce a una serie de eventos que envuelven a Nazareno, Mandinga y el pueblo entero, con trágicas consecuencias.

## Reparto
- Juan José Camero ... Nazareno Cruz
- Marina Magali ... Griselda
- Alfredo Alcón ... El Poderoso
- Lautaro Murúa ... Sebastián
- Nora Cullen ... La Lechiguana
- Elcira Olivera Garcés ... Damiana
- Saúl Jarlip ... El Viejo Pancho
- Juanita Lara ... Fidelia
- Yolanda Mayorani ... Madrina del Poderoso
- Marcelo Marcote ... El niño
- Josefina Faustín
- Augusto Kretschmar
- Maira Sánchez ... Bailarina